# Беатріс Феррейра
Беатріс Феррейра (порт. Beatriz Ferreira; нар. 9 грудня 1992) — бразильська боксерка, дворазова призерка Олімпійських ігор 2020 та 2024 року, чемпіонка світу, Панамериканських та Південноамериканських ігор.

## Любительська кар'єра
Чемпіонат світу 2018
- 1/32 фіналу:Перемогла Крістіну Косму (Румунія) — 5-0
- 1/16 фіналу:Програла О Йон Джі (Південна Корея) — 2-3

Чемпіонат світу 2019
- 1/8 фіналу:Перемогла Кеамонгетсве Кеносі (Ботсвана) — RSC
- 1/8 фіналу:Перемогла Омайлін Айкала (Венесуела) — 5-0
- 1/4 фіналу:Перемогла Наталію Шадріну (Росія) — 3-2
- 1/2 фіналу:Перемогла Рашиду Елліс (США) — 4-1
- Фінал:Перемогла Вань Конг (Китай) — 5-0

Олімпійські ігри 2020
- 1/8 фіналу:Перемогла Чень Няньцінь (Китайський Тайбей) — 5-0
- 1/4 фіналу:Перемогла Райхону Кодірову (Узбекистан) — 5-0
- 1/2 фіналу:Перемогла Міру Потконен (Фінляндія) — 5-0
- Фіналу:Програла Келлі Гаррінгтон (Ірландія) — 0-5